# Takako Matsu
Takako Matsu (松たか子 Matsu Takako?) es una actriz, compositora y cantante japonesa.

## Antecedentes
Takako Matsu nació en un tradicional Buyo (un tipo de casa de arte escénico), que produjo actores y actrices famosos, incluyendo a su padre, Matsumoto Koshiro IX, actor y director kabuki de la casa Buyo; su tío Nakamura Kichiemon II, otro intérprete y actor kabuki; su hermano mayor Ichikawa Somegoro VII, intérprete y actor kabuki; su hermana, seis años mayor que ella Kio Matsumoto, directora de escena y actrices y su marido Kazuhisa Kawahara, actor. Su madre es Noriko Fujima, mujer de negocios.[cita requerida] Se casó con Yoshiyuki Sahashi, guitarrista y productor de discos, en diciembre de 2007.  Su apellido de soltera es Fujima (藤間隆子 Fujima Noriko). Ella también tiene el título de Natori (maestro acreditado) de la escuela de Matsumoto Nippon Buyo (baile japonés); Shodai Matsumoto Koka (初代松本幸華 Koka Matsumoto Shodai).
Su hija nació el 30 de marzo de 2015.
Ella eligió el apellido "Matsu" para honrar a su familia. En una entrevista, señala que ella y sus dos hermanos se encuentran relativamente próximos a su madre.
Su educación más alta es la Universidad de Asia, pero ella dejó la universidad.

## Vida y carrera
Takako debutó en el teatro cuando tenía dieciséis años, en Rakugo: Bunshichi Mottoi en el Tokyo Kabuki-za. En 1993 su primer papel protagonista en la televisión fue en drama de la NHK Hana no Ran (parte del niño) en 1994, y ella también ha protagonizado de la NHK el drama Ku en 1995. Debido a que Shirayuri Gakuen, su escuela secundaria, tenía prohibido a sus estudiantes trabajar en la industria del entretenimiento, se trasladó a Escuela Secundaria Horikoshi .
En 1996, ella apareció en el drama Long Vacation, protagonizada por Takuya Kimura de SMAP, después de matricularse en la universidad. Era un papel de apoyo, pero, comenzó a establecer en gran escala su posición como actriz porque el drama fue un gran éxito. En el mismo año, fue la anfitriona de la 47.ª NHK Kōhaku Uta Gassen a la edad de 19, convirtiéndose en el más joven en recibir ese cometido.
En 1997, debutó con el sencillo "Ashita, Haru ga Kitara". Ella apareció en Kohaku Uta Gassen, de la NHK, de nuevo como cantante en el último día del año. En el mismo año, protagonizó junto a Takuya Kimura en el drama Love Generation, en la que desempeñó un papel de liderazgo con Takuya Kimura.
En 2001, protagonizó un rol principal con Takuya Kimura de nuevo. En 2003, ella también ha publicado un libro de ensayo fotográfico, Matsu no Hitorigoto, a través de los editores Asahi Shinbun Publishers. En 2004 fue Kim en Miss Saigon.
En septiembre de 2004, lanzó "Toki no Fune", que fue compuesta por la cantante japonesa Akeboshi. 
A finales de 2004, ganó el galardón como la Mejor Actriz del Año del 29º Premio de Cine Hochi y el 28º Premio de la Academia de Japón.
En julio de 2006, Matsu y Kimura protagonizaron una edición especial de una noche de estrellas. En octubre de 2006, Matsu interpretó drama semanal por primera vez en más de tres años titulado Yakusha Damashii para Fuji TV junto al actor de  73 años de edad, Makoto Fujita, un amigo de la familia.
En mayo de 2007, Matsu inició su tercera gira de conciertos para conmemorar su décimo año como cantante.
Al dar a conocer su álbum atesoro en 2007, la canción "Ashita Haru ga Kitara" se rehízo para combinar la voz de Matsu a los 20 años de edad, con su voz actual.
El 9 de febrero de 2020, Takako y otras nueve mujeres se unieron a Idina Menzel y Aurora en el escenario durante la 92.ª edición de los Premios de la Academia, donde juntas interpretaron "Into the Unknown" en nueve idiomas diferentes: Maria Lucia Heiberg Rosenberg en danés, Willemijn Verkaik en alemán, Takako Matsu en japonés, Carmen Sarahí en español latinoamericano, Lisa Stokke en noruego, Kasia Łaska en polaco, Anna Buturlina en ruso, Gisela en español europeo y Gam Wichayanee en tailandés.

## Estilo musical
Matsu tiene una carrera establecida como compositora y cantante y el estilo de su música es a menudo relajado y relajante. Ella ha trabajado con muchos productores diferentes, pero en su tercer álbum, Sakura no Ame, Itsuka, ella trabajó en todas las canciones (ya sea componiendo la melodía o letras) en el álbum. Este fue su álbum más exitoso grabado con Universal Music.

## Filmografía parcial
| Televisión | Televisión                             | Televisión      | Televisión                     |
| Año        | Título                                 | Papel           | Notas                          |
| ---------- | -------------------------------------- | --------------- | ------------------------------ |
| 1997       | Tokio Biyori                           | Mizutani        | papel principal                |
| 1994       | April Story                            | Uzuki Nireno    | papel principal                |
| 2003       | Nueve almas                            | Yuki            |                                |
| 2004       | La hoja oculta                         | Kie             | amante del personaje principal |
| 2006       | El Hotel Uchoten                       | Hanna Takemoto  |                                |
| 2007       | Brave Story                            | Wataru (voz)    | papel principal                |
| 2007       | Héroe                                  | Maiko Amamiya   | segundo papel principal        |
| 2008       | K-20: La leyenda de la máscara         | Yoko Hashiba    | segundo papel principal        |
| 2009       | Esposa de Villon                       | Sachi           | papel principal                |
| 2010       | Confesiones                            | Yuko Moriguchi  | papel principal                |
| 2011       | Algún día                              | Mie Orii        |                                |
| 2011       | El cuento de la conexión de una vida   | Narración       | Película documental            |
| 2011       | Imawano Kiyoshiro Naniwa Sullivan Show | -               | película de concierto          |
| 2012       | Yume-uru Futari                        | Satoko Ichizawa | papel principal                |
| 2013       | Frozen                                 | Reina Elsa      | Versión japonesa               |
| 2015       | Frozen Fever                           | Reina Elsa      | Versión japonesa               |
| 2017       | Frozen: Una Aventura de Olaf           | Reina Elsa      | Versión japonesa               |
| 2018       | Ralph Rompe Internet                   | Reina Elsa      | Versión japonesa               |
| 2019       | Frozen 2                               | Reina Elsa      | Versión japonesa               |